# Urteilsabsetzungsfrist
Unter der Urteilsabsetzungfrist versteht man im deutschen Strafprozess die Frist, innerhalb der ein schriftliches Urteil zu den Akten gelangen muss. Damit soll erreicht werden, dass ein bereits mündlich verkündetes Urteil in absehbarer Zeit schriftlich niedergelegt wird, damit sichergestellt ist, dass die schriftlichen Urteilsgründe noch das Ergebnis der Beratung richtig wiedergeben. Die Fristen stellen Höchstfristen dar, nach dem Gesetzeswortlaut ist das Urteil unverzüglich niederzuschreiben.
Die Frist ist in § 275 Absatz 1 der Strafprozessordnung geregelt. Innerhalb der Frist muss das Urteil vollständig und von allen Berufsrichtern unterschrieben zu den Akten gelangt sein. Eine Überschreitung der Frist ist nur in Ausnahmefällen zulässig. Der Tag des Eingangs und einer Änderung der Gründe ist von der Geschäftsstelle zu vermerken. Die Änderung der Urteilsgründe nach Ablauf der Frist ist nicht gestattet. Offensichtliche Unrichtigkeiten oder Schreibfehler können hingegen jederzeit geändert werden. Das vollständige Urteil kann auch bereits in der Hauptverhandlung in das Sitzungsprotokoll aufgenommen werden.
Die Frist ist abhängig von der Länge der Hauptverhandlung, da aufwendigere Hauptverhandlungen in der Regel einen höheren Begründungsaufwand erzeugen. Entscheidend ist dabei nur die letzte Hauptverhandlung; ausgesetzte Hauptverhandlungen oder Hauptverhandlungen in vorherigen Instanzen oder vor einer Zurückverweisung zählen nicht mit, da aufgrund dieser auch nicht das Urteil ergangen ist.
Die Urteilsabsetzungsfrist beginnt mit dem Tag der Verkündung des Urteils, wobei dieser selbst nicht mitzählt. Die folgende Tabelle gibt eine Übersicht über die Urteilsabsetzungsfrist in Abhängigkeit von der Dauer der Hauptverhandlung.
| Dauer der Hauptverhandlung in Tagen | Länge der Urteilsabsetzungsfrist in Wochen |
| ----------------------------------- | ------------------------------------------ |
| 1–3                                 | 5                                          |
| 4–10                                | 7                                          |
| 11–20                               | 9                                          |
| 21–30                               | 11                                         |
| je weitere angefangene 10           | jeweils weitere 2                          |

Eine unzulässige Überschreitung der Frist kann mit der Revision gerügt werden. Es liegt dann ein absoluter Revisionsgrund (§ 338 Nummer 7 StPO) vor.